# Higashi-naga-iwa-Gletscher
Der Higashi-naga-iwa-Gletscher (von japanisch 東長岩氷河 Higashinagaiwa-hyōga, deutsch ‚Östlicher Langfelsengletscher‘; norwegisch Langknattbreen) ist ein breiter Gletscher an der Kronprinz-Olav-Küste des ostantarktischen Königin-Maud-Lands. An der Ostseite des Naga-iwa Rock mündet er in die Kosmonautensee.
Kartografiert und fotografiert wurde er von Teilnehmern der von 1957 bis 1962 dauernden japanischen Antarktisexpedition, die ihn in Anlehnung an die Benennung des Naga-iwa Rock benannten.